# Abbas III
Abbas III (1732 - 1740) fou xa safàvida de Pèrsia (1732 - 1736). Era fill de Tahmasp II que fou deposat per Nadir Khan Afshar l'agost de 1732, i el jove Abbas, de 8 mesos, fou proclamat rei no més tard del 7 de setembre de 1732. Nadir va prendre el títol de wakil ad-Dawla (delegat de l'Estat) i nàïb as-Saltana (virrei). El 8 de març de 1736 Abbas III fou deposat i el mateix Nadir Khan es va proclamar rei amb el nom de Nàdir-Xah Afxar, liquidant la dinastia safàvida i establint la dinastia afxàrida, iniciant una sèrie de conquestes cap a l'est i derrotant l'Imperi Mogol en la batalla de Karnal el 1739. Abbas III i el seu pare Tahmasp II foren assassinats a Sabzawar el 1740 per Muhammad Husayn Khan Develu, governador d'Astarabad, que rebia ordres de Reza Quli Mirza (fill de Nadir Shah), que temia un cop d'estat prosafàvida quan van córrer rumors de la mort de Nadir Shah a l'Índia.